# Yoon Deok-yeo
Dans ce nom coréen, le nom de famille, Yoon, précède le nom personnel.
Yoon Deok-yeo (coréen : 윤덕여), né le 25 mars 1961 en Corée du Sud, est un footballeur international sud-coréen qui évoluait au poste de défenseur, avant de devenir ensuite entraîneur.

## Biographie

### Carrière de joueur

#### Carrière en club
Yoon Deok-yeo joue en faveur des clubs de Hanil Bank, Hyundai Horang-i, et enfin POSCO Atoms. Il dispute 123 matchs en première division sud-coréenne, inscrivant trois buts.

#### Carrière en sélection
Yoon Deok-yeo reçoit 31 sélections en équipe de Corée du Sud, sans inscrire de but, entre 1989 et 1991.
Il dispute sept matchs rentrant dans le cadre des éliminatoires du mondial 1990, avec un bilan de six victoires et un match nul.
Il participe avec l'équipe de Corée du Sud à la Coupe du monde de 1990. Lors du mondial organisé en Italie, il joue deux matchs : contre l'Espagne, et l'Uruguay. Il s'agit de deux défaites.

### Carrière d'entraîneur
Il dirige la sélection coréenne des moins de 17 ans, lors de la Coupe du monde des moins de 17 ans 2003 organisée en Finlande (une victoire et deux défaites).
Il dirige ensuite la sélection coréenne féminine lors de la Coupe du monde 2015 qui se déroule au Canada (une victoire, un nul et deux défaites).

## Palmarès

### Palmarès de joueur
| Hyundai Horang-i - Championnat de Corée du Sud : - Vice-champion : 1986 et 1991. - Coupe de la Ligue sud-coréenne (1) : - Champion : 1991. |  | POSCO Atoms - Championnat de Corée du Sud (1) : - Champion : 1992. |

### Palmarès d'entraîneur
| Pohang Steelers \| - Coupe de Corée du Sud (1) : - Vainqueur : 1996. - Ligue des Champions de l'AFC (2) : - Vainqueur : 1996-97 et 1997-98. \| \| - Coupe afro-asiatique (2) : - Finaliste : 1997 et 1998. - Supercoupe d'Asie (2) : - Finaliste : 1997 et 1998. \| |  | Ulsan Hyundai Horang-i - Championnat de Corée du Sud : - Vice-champion : 2002 et 2003. - Coupe de la Ligue sud-coréenne : - Finaliste : 2002. |
| - Coupe de Corée du Sud (1) : - Vainqueur : 1996. - Ligue des Champions de l'AFC (2) : - Vainqueur : 1996-97 et 1997-98. |  | - Coupe afro-asiatique (2) : - Finaliste : 1997 et 1998. - Supercoupe d'Asie (2) : - Finaliste : 1997 et 1998.                                |